# Notarius grandicassis
Notarius grandicassis är en fiskart som först beskrevs av Valenciennes, 1840.  Notarius grandicassis ingår i släktet Notarius och familjen Ariidae. Inga underarter finns listade i Catalogue of Life.